# HIP 113029
HIP 113029 ou HD 216525 é uma estrela da constelação de Pegasus.
É uma estrela do Tipo Espectral K0 com uma magnitude aparente de aproximadamente 9,56, estando a 7955,03 anos-luz da Terra.